# Реус Депортіу
ФК «Реус Депортіу» (ісп. Club de Fútbol Reus Deportiu) — іспанський футбольний клуб з Реуса, заснований у 1909 році. Виступає в Сегунді. Домашні матчі приймає на стадіоні «Камп Ноу Мунісипаль», місткістю 4 500 глядачів.